# 색 공간
색 공간(色空間, color space)은 색 표시계(color system)를 3차원으로 표현한 공간 개념이다. 색 표시계의 모든 색들은 이 색 공간에서 3차원 좌표로 나타낸다.
여기서 색 표시계(color system)란 CIERGB, CIEXYZ, CIELAB, CIELUV 등의 색 체계를 말한다. 최근 디자인 학계나 산업계에서 색채 디자인 또는 시각 디자인을 연구하거나, 카메라, 스캐너, 모니터, 컬러 프린터 등의 컬러 영상 장비 개발 및 응용 단계에서 색 공간은 정확한 색을 재현하기 위하여 필수적으로 활용되고 있다.
특히, 색 디자인이나 디지털 색 처리에 기본적으로 사용되고 있는 색 공간인 CIELAB 색 공간은 먼셀 색 표시계의 기본 원리인 색의 3속성(색상, 명도, 채도)을 살림과 동시에 CIEXYZ 색 표시계의 불균등한 색 공간을 개선하기 위하여 개발된 것이다. 이 색 공간은 색상(hue), 명도(lightness), 채도(chroma)를 3차원 공간의 각각의 기본 축으로 하는 공간이다. 여기서 CIELAB은 CIE 1976 L*a*b*의 약식 명칭이고, CIE 1976 L*a*b*은 공식 명칭이다.

## 색 공간의 이해
색의 3속성인 색상(hue), 명도(lightness), 채도(chroma)를 3차원 공간의 각각의 축으로 형성된 색 공간은 컬러 디자인이나 컬러 공학 등의 학문 또는 산업분야에서 컬러를 다루는 데 있어서 기본적으로 이해하여야 할 개념이다.
빨강, 노랑, 초록, 파랑, 보라 등으로 구분되는 색을 나타내는 색상(hue)은 색 공간을 지구로 비유할 경우 적도 상에서 경도 즉, 색상각(hue angle)으로 표현, 0도~360도의 범위를 가지며, 시계 방향으로 변화된다. 또한 이 색 공간은 대응색(opponent color) 관계를 쉽게 나타낸다. 대응색 관계란 명도 축을 기준으로 대칭의 위치에 있는 두 색의 관계를 말하며 서로 보색 관계에 있을 나타낸다.
모든 색들의 밝고 어둠을 나타내는 명도(lightness)는 색 공간을 지구로 비유할 경우 남극과 북극을 연결하는 축으로서 남극을 검은색, 북극을 흰색으로 하며 그 사이에는 회색들로 배열된다.
모든 색들의 깨끗한 정도를 나타내는 채도(chroma, saturation)는 색 공간의 명도축을 0으로 하고 적도에 가까이 갈수록 커진다.
색 공간의 중요한 용도 가운데 하나는 색차 계산(color difference)이다. 이는 색 공간에 존재하는 두 점 즉, 두 색들 사이의 거리를 계산하여 공학적으로 활용한다. 예를 들면 컬러 영상 분할(color image segmentation)은 CIELAB 색 공간에서 색차 계산 결과를 이용하여 CIELAB 색 공간에서 영상 분할이 이루어져야 한다. 그러나 간혹 컬러 영상 분할에 관한 연구 논문들 중에는 RGB 데이터를 바탕으로 색차 계산한 결과를 가지고 RGB 데이터로 영상분할을 한 논문들이 발견되곤 하는데 이는 치명적인 오류에 해당된다. 왜냐하면 컬러 영상 장비에서 다루는 RGB는 시각의 RGB가 아니고 단지 코드에 불과할 뿐 아니라 균등색 공간(uniform color space)도 아니기 때문에 공학적인 계산은 의미가 없을 뿐만 아니라 부정확하기 때문이다.
또, 다른 색 공간의 응용에는 색감에 따른 색의 배열이나 배치(grouping)가 있다. 각종 산업 디자인에 흔히 쓰이고 있는 색감 즉, 따뜻한 색, 차가운 색 등의 배열이나 배치는 CIELAB 색 공간에서 좌표로 다룰 경우 개념이 분명해질 뿐만 아니라 정확성이 보장된다. 그러나 CIELAB 색 공간은 CIEXYZ 색 공간으로 변환한 다음 다시 RGB나 CMY 데이터로 변환해야 하는 필수적인 과정이 있다. 문제는 이러한 과정이 쉽거나 단순하지 않다는 데 있다. 이는 색 이론을 적용함으로써 해결할 수 있다.

## 자주 쓰이는 색 공간

### RGB 색 공간

RGB 색 공간 모형

RGB 색 공간은 색을 혼합하면 명도가 올라가는 가산 혼합 방식으로 색을 표현한다. RGB 가산혼합의 삼원색은 빨강(Red), 녹색(Green), 파랑(Blue)을 뜻한다. RGBA은 RGB와 동일하며, 알파(Alpha)라는 투과도를 덧붙인 것이다. RGB 색 공간은 삼원색에 해당하는 세 가지 채널의 밝기를 기준으로 색을 지정한다. RGB 색 공간은 웹 색상 표현의 기본 원리이다.

### CMYK 색 공간

CMYK 색 공간의 원리

CMYK 색 공간은 인쇄과정에서 쓰이는 감산 혼합 방식으로, 흰 바탕에 네 가지 잉크의 조합으로 색을 나타내는 것을 말한다. 색을 혼합하면 명도가 낮아지기에 감산 혼합이라고 한다. CMYK는 인쇄에 쓰이는 4가지 색은 옥색(Cyan), 자홍색(Magenta), 노랑(Yellow), 검정(Black)을 뜻한다.

### HSV 색 공간

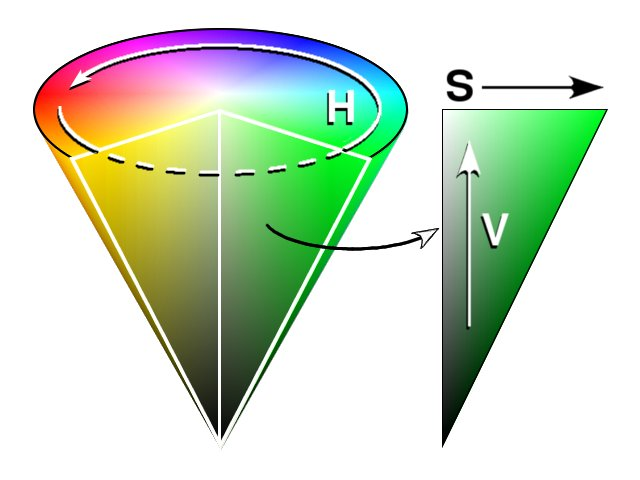
HSV 색공간 모형

HSV 색 공간은 색상(Hue), 채도(Saturation), 명도(value)를 기준으로 색을 구성하는 방식이다. 감산 혼합이나 가산 혼합보다 색상의 지정이 직관적이기 때문에 시각 예술에서 자주 쓰인다.

### CIE색 공간
CIE는 국제 조명 위원회(프랑스어: Commission internationale de l'éclairage)를 프랑스어식으로 표기한 준말이며, CIE 색 공간이란 컬러 매칭 실험을 통하여 생성된 R, G, B 데이터를 바탕으로 만들어진 CIEXYZ 색 공간과 CIELAB 색 공간, 그리고 CIELUV 색 공간이 대표적인 색 공간이다.
여기서 CIEXYZ 색 공간은 '균등 색 공간'이 아니어서, 이를 수식적으로 변환하여 만들어진 것이 CIELAB 색 공간과 CIELUV 색 공간이며, 이 두 색 공간은 색차를 계산할 때 비교적 정확한 계산이 이루어진다.
여기서 '균등 색 공간'이란 '불균등 색 공간'의 대립 개념이며, 불균등 공간에서는 색상들을 나타내는 선, 채도들을 나타내는 선들이 일정하지 않고 불규칙하게 배열되기 때문에 색 공간에서 두 점의 거리 즉, 색의 차이를 계산하면 정확하지 않다.

### 상업적 색 공간
- 팬톤 (Pantone)
- 컬러로 (Coloro)
- 먼셀 색상계
- NCS 색상계

### 다른 색 공간
- YIQ는 미국과 대한민국 컬러 텔레비전의 NTSC 방식에 쓰이는 색 공간이다. YIQ는 휘도(輝度, luminance)와 빨강과 파랑에 대한 두 가지 색차값으로 색을 나타낸다. 이 색 공간은 PAL 방식에서 쓰이는 YUV와 관련이 깊다. 실제로 YIQ 색 공간은 YUV 색 공간을 33도 돌려놓은 것일 뿐이다.

RGB
Y=0.299R + 0.587G + 0.114B
I=0.596R - 0.274G - 0.322B
Q=0.211R - 0.523G + 0.312B
- YCbCr은 MPEG, JPEG 등과 같은 디지털 이미지 압축 형식에 많이 쓰인다.
- HLS는 HSV와 비슷하나, v대신에 밝기(lightness) 성분이 들어간다.

### 전통적 색 공간
- RG 초기 컬러 필름
- RGK 초기 컬러 인쇄

초기 색 공간은 두 개의 성분을 갖고 있었다. 당시에는 청색광을 무시했다.

## 같이 보기
- 색 이론
- 색 목록

## 참고 문헌
- R. W. G. Hunt, The Reproduction of Colour in Photography, Printing & Television, 5th Ed. Fountain Press, England, 1995. ISBN 0-86343-381-2
- Mark D. Fairchild, Color Appearance Models, Addison-Wesley, Reading, MA (1998). ISBN 0-201-63464-3
- 조맹섭, 디지털 컬러의 기본원리, 도서출판국제, 2006
- 조맹섭, 디지털 컬러 프로세싱, 도서출판국제, 2006